# فرديناند فابر
فرديناند فابر (بالفرنسية: Ferdinand Fabre)‏ هو كاتب وشاعر فرنسي، ولد في 9 يونيو 1827 في بيداريو ‏ في فرنسا، وتوفي في 11 فبراير 1898 في باريس في فرنسا.